# هيروشي ناكاجيما
هيروشي ناكاجيما (باليابانية: 中嶋宏 ) (و. 1928 – 2013 م) هو عالم أعصاب، وسياسي، وعالم أدوية، من اليابان، ولد في تشيبا، توفي في بواتييه، عن عمر يناهز 85 عاماً.

## روابط خارجية
- هيروشي ناكاجيما على موقع الموسوعة البريطانية (الإنجليزية)
- هيروشي ناكاجيما على موقع مونزينجر (الألمانية)